# ハード・ターゲット
『ハード・ターゲット』（Hard Target）は、1993年に公開されたアメリカ合衆国のアクション映画。ジョン・ウー監督がハリウッドに進出した初の映画。2016年には監督をロエル・レイネが務め、ヴァンダムと共演の多いスコット・アドキンスが主演で続編が製作された。

## あらすじ
寂れたニューオリンズのスラム街で、深夜ホームレスの男が殺し屋集団に追われた末殺害された。その数日後、弁護士のナターシャ・ビンダーは音信不通となった父ダグラスを心配して単身ニューオリンズを訪れるが、ダグラスが借りていたアパートの大家から、彼は勤務先の石油掘削会社をリストラされ、家賃を滞納したまま姿を消したと告げられる。ナターシャは父の失踪届を提出しに警察署を訪れるが、署では警官たちが待遇改善要求を掲げてストライキを起こしており、応対に出た女刑事ミッチェルも「ホームレスの失踪など日常茶飯事」とまともに取り合わない。
やむなく単独で父親探しを行おうとスラム街をさまよううち、チンピラに絡まれてしまう。そこに若くたくましい男が現れ、すさまじい格闘術でチンピラたちを撃退する。男はチャンス・ブードローといい、かつてアメリカ海兵隊武装偵察部隊で活躍した凄腕の軍人だった。退役後は商船員として働いていたが、香港で横暴な船長を半殺しにしたため、船員組合に睨まれて船員資格停止処分となり、失業中の身であった。父親探しに危険が伴うと判断したナターシャはチャンスをボディガードとして雇い入れようとするが、久し振りに船員の仕事に復帰できそうだった彼はナターシャの申し入れを断る。だが資格停止処分が解除され、商船甲板員の職を得たものの、船員組合が長期の組合費滞納を理由に組合員資格を剥奪していたことが判明する。職場復帰するには組合員であることが絶対条件で、このままでは再び失職することになる。船が出港する2日以内に滞納分の組合費を稼ぐため、ナターシャの依頼を引き受ける。
2人の調査が核心に迫ろうとした矢先、ダグラスの焼死体が発見された。警察は死体を事故と断定したが、チャンスは遺留品のドッグ・タグの不自然な破損から、何者かによる殺害と判断する。やがてチャンスの友人の黒人ホームレス、エライジャ・ローパーが、フランスの富豪エミール・フーションとその側近の南アフリカ人傭兵ピク・ヴァン・クリーヴの組織する殺し屋集団の追跡に遭い、嬲り殺された。フーションとヴァン・クリーヴは、主に上流階級のセレブ達を顧客とした人間狩りゲーム「サファリ」の主催者だった。彼らは狩りの標的としてホームレスの中から特に軍や警察の特殊部隊出身の人間をピックアップし、警察のゼネストにより治安機能が低下しているニューオリンズを狩場として、セレブ達から高額な手数料を貰ってハンティングを行わせていたのだ。
ニューオリンズでのハンティングもそろそろ潮時と判断した二人は、検死報告を捏造させるために買収した監察医のモートンや標的をピックアップさせていた手配師のランダルを口封じに殺害すると、自分たちの組織の存在を嗅ぎまわっているナターシャとチャンスを標的とした最後のハンティングを開始する。こうして、チャンスの反撃が始まる。

## 登場人物
チャンス・ブードロー
演 - ジャン＝クロード・ヴァン・ダム
元海兵隊員。退役後は商船員として働いていたが、事件を起こして船員資格停止処分となり、現在は失業中。無頼な印象だが、ナターシャに仕事を頼まれた時には慎重な交渉をする思慮深さを見せた。ダグラスの焼死現場を見て不審を抱くなど、推理力もある。軍人としてのノウハウは失われておらず、一人で数人の暴漢をねじ伏せた。
エミール・フーション
演 - ランス・ヘンリクセン
フランス人の大富豪。ハンティングと称し人殺しをスポーツとして楽しむ極悪人で、自身も相当の腕利き。上流階級の人士らしく教養豊かでピアノの腕前も一流である。私邸でベートーベンの「熱情」を弾くなど多芸な面も見せる。
ピク・ヴァン・クリーヴ
演 - アーノルド・ヴォスルー
フーションの側近。南アフリカ人の傭兵。歴戦の傭兵だけあって凄腕。殺害に一切の躊躇いを見せない残酷な性格。
ナターシャ・"ナット"・ビンダー
演 - ヤンシー・バトラー
弁護士。ナットは愛称。年齢は27歳前後。両親は20年前に離婚しており、父ダグラスとは手紙で交流を図っていたが手紙がこなくなったことで心配して父を探す。無法者が多い場所で大金を持ち歩くなど、不用心なところがある。事実、そこを狙われて強盗に襲われたが、そこでブードローと出会う。
カーマイン・ミッチェル
演 - ケイシー・レモンズ
ニューオリンズ市警の女刑事。杓子定規な性格だが、それだけに一度受けた仕事は最後までやろうとするプロ意識を持っている。最初はダグラスの失踪事件について「ホームレスの失踪なんて日常茶飯事」とまともに取り合わなかったが、ブードローの説得により事件の大きさに気づき、一転して協力的になる。手配師ランダルを捜索していた際、ヴァン・クリーヴの手下に襲われ死亡する。
アンクル・ドゥヴェー
演 - ウィルフォード・ブリムリー
ブードローの伯父。ニューオリンズ近郊の山林で、狩猟と酒造を楽しみながら自給自足の生活をしている。フーション達との対決を決めたブードローに助力し、自身も弓矢を構えて奮戦する。終盤でフーションに持っていた矢を奪われて刺されるが、上着のポケットに入っていたスキットルで命拾いする。
ダグラス・チャールズ・ビンダー
演 - チャック・ファーラー
ナターシャの父。元海兵隊員。その後、ルイジアナの石油掘削会社に勤務していたがリストラされて、家賃を滞納したまま姿を消した。苦境から逃れようとフーションが持ち掛けたゲームに乗ってしまい、逃げ切れずに惨殺されてしまう。のちに焼死体となって発見される。
エライジャ・ローパー
演 - ウィリー・C・カーペンター
黒人ホームレス。ベトナム戦争に従軍していた元陸軍レンジャー部隊隊員。ブードローの友人。ナターシャの父に関する証言を与えた。賞金欲しさとフーション達の挑発を受けて彼らのゲームに乗ってしまう。ハンターであるゼナンを返り討ちにしたものの、結局殺し屋達から逃げ切ることができずに殺害されてしまう。
ランダル・ポー
演 - エリオット・キーナー
手配師。スラム街でホームレス達に仕事を紹介していたが、実はフーションの仲間でホームレスの中から元軍人や元警察官と言った選りすぐりの獲物をピックアップする役を担っていた。ダグラスに親密な家族がいたとは知らずに獲物として手配してしまうミスを犯し、そこから足がついたことでフーションから制裁を食らい、耳を削ぎ落とされる。最終的にはこの地に見切りをつけたフーション達から切り捨てられ、口封じのため殺害された。
モートン
演 - マルコ・セント・ジョン
ニューオリンズ市警の監察医。フーション達に買収されており、ハンティングで殺された獲物たちの検死報告を偽装していた。ミッチェルにダグラスの検死のやり直しを迫られ、進退窮まってフーションに泣きつくも、逆に彼に見切りをつけられ口封じに殺害された。
イズマエル・ゼナン
演 - ジョー・ウォーフィールド
ベイルート出身の資産家。エライジャを獲物としたハンティングを行うが、土壇場で殺害を躊躇ったためエライジャに返り討ちにされてしまう。最期はフーションにトドメを刺された。

## キャスト
| 役名                           | 俳優                           | 日本語吹替                           | 日本語吹替                          |
| 役名                           | 俳優                           | VHS&DVD版                            | フジテレビ版                        |
| ------------------------------ | ------------------------------ | ------------------------------------ | ----------------------------------- |
| チャンス・ブードロー           | ジャン＝クロード・ヴァン・ダム | 大塚明夫                             | 大塚明夫                            |
| エミール・フーション           | ランス・ヘンリクセン           | 坂口芳貞                             | 堀勝之祐                            |
| ピク・ヴァン・クリーフ         | アーノルド・ヴォスルー         | 金尾哲夫                             | 大塚芳忠                            |
| ナターシャ・"ナット"・ビンダー | ヤンシー・バトラー             | 日野由利加                           | 高島雅羅                            |
| カーマイン・ミッチェル刑事     | ケイシー・レモンズ             | 堀越真己                             | 金野恵子                            |
| アンクル・ドゥヴェー           | ウィルフォード・ブリムリー     | 今西正男                             | 富田耕生                            |
| ダグラス・ビンダー             | チャック・ファーラー           | 辻親八                               | 島香裕                              |
| エライジャ・ローパー           | ウィリー・C・カーペンター      | 岩田安生                             | 羽佐間道夫                          |
| ランダル・ポー                 | エリオット・キーナー           | 辻親八                               | 宝亀克寿                            |
| ミスター・ロパッキ             | ボブ・アピサ                   | 小山武宏                             | 笹岡繁蔵                            |
| フリック                       | ダグラス・フォーサイス・ロイ   | 今西正男                             |                                     |
| フラック                       | マイケル・D・ライナート        | 今西正男 島香裕                      | 広瀬正志                            |
| モートン監察医                 | マルコ・セント・ジョン         | 小山武宏                             | 石森達幸                            |
| イズマエル・ゼナン             | ジョー・ウォーフィールド       | 大川透                               | 原田一夫                            |
| マリー                         | レノア・バンクス               | 久保田民絵                           | 鈴木れい子                          |
| ウェイトレス                   | バーバラ・タスカー             | 沢海陽子                             |                                     |
| 職場代表                       | ランディ・チェラミー           | 島香裕                               | 広瀬正志                            |
| 刑事                           | ロバート・パヴロヴィッチ       | 大川透                               | 沢木郁也                            |
| マダム                         | ジャネット・コントミトラス     |                                      | 秋元千賀子                          |
| ステファン                     | スヴェン＝オーレ・トールセン   | 辻親八                               | 大川透                              |
| ジェローム                     | トム・ルポ                     |                                      |                                     |
| ピーターソン                   | ジュールス・シルヴェスター     | 坪井智浩                             |                                     |
| ビリー・ボブ                   | デヴィッド・エフロン           |                                      |                                     |
| 通行人                         | テッド・ライミ                 | 真殿光昭                             | 水野龍司                            |
| その他                         |                                |                                      | 小野英昭                            |
|                                |                                |                                      |                                     |
| 演出                           |                                | 中野寛次                             | 左近允洋                            |
| 翻訳                           |                                | 岩佐幸子                             | 栗原とみ子                          |
| 制作                           |                                | 東北新社                             | グロービジョン                      |
| 初回放送                       |                                | 2020年3月18日 『午後のロードショー』 | 1997年2月1日 『ゴールデン洋画劇場』 |

※2021年11月10日発売の「ユニバーサル 思い出の復刻版 ブルーレイ」には、VHS&DVD版とフジテレビ版の両方の吹き替えを収録（ただし、編集の異なる海外版の映像マスターは未収録）。

## スタッフ
- 監督：ジョン・ウー
- 製作総指揮：モシュ・ディアマント、サム・ライミ、ロバート・タパート
- 製作：ジェームズ・ジャックス、ショーン・ダニエル
- 脚本：チャック・ファーラー
- 撮影：ラッセル・カーペンター
- 音楽：グレーム・レヴェル

## 裏話
この映画はジョン・ウーが『ハードボイルド/新・男たちの挽歌』を作った翌年に製作された映画である。当時のユニバーサル・ピクチャーズの会長であるトム・ポラックが、『狼 男たちの挽歌・最終章』を見た後でジョン・ウーに白羽の矢が立った。しかし、当時英語があまり話せない監督がこれほどの大作に参加するのは不安であると判断してもいたため、サム・ライミにウーの動向を監視し、万が一の時は監督を引き継ぐように指示を出した。だが、サム・ライミ自身はウーの香港時代の映画の熱狂的なファンであり、ウーの腕に信頼を置いていた。また、ライミは「ウーが70％の力を出す時、それはアメリカのアクション映画監督の100％の力に当たる」と評している。